# Grigori Neúimin
Grigori Nikoláyevich Neúimin (del ruso: Григо́рий Никола́евич Неу́ймин) (Tiflis, 3 de enero de 1886 – Leningrado, 17 de diciembre de 1946) fue un astrónomo ruso descubridor de cometas y asteroides desde los observatorios de Púlkovo y de Simeíz durante la primera mitad del siglo XX.

## Semblanza
Se le atribuye el descubrimiento de 74 asteroides, de entre los que destacan (951) Gaspra y (762) Pulcova. El Minor Planet Center acredita sus descubrimientos bajo el nombre de G. N. Neujmin.
También descubrió o codescubrió algunos cometas periódicos, incluyendo a 25D/Neujmin, 28P/Neujmin, 42P/Neujmin, 57P/du Toit-Neujmin-Delporte y 58P/Jackson-Neujmin.

## Eponimia
- El cráter lunar Neujmin lleva este nombre en su memoria.[4]
- El asteroide (1129) Neujmina también conmemora su nombre.[5]